# 佳山乡
佳山乡，是中华人民共和国安徽省马鞍山市雨山区下辖的一个乡镇级行政单位。

## 行政区划
佳山乡下辖以下地区：
贵都花园社区、阳湖花园社区、印山村、马塘村、前庄村、三联村、兴和村、平山村、南村、东湖村、汤阳村、宋山村、芦场村、九华村、安民村、陶庄村、岱山村、超山村和陈家村。